# 吉井祥博
吉井 祥博（よしい よしひろ、1964年10月25日 - ）は、日本のアナウンサー。東京都出身。
IBC岩手放送、テレビ神奈川（以下、tvk）に在職。tvkではアナウンス部長を務めていた。

## 人物
市川高等学校、早稲田大学第一文学部卒業。大学在学中に放送研究会サークルの一員としてtvkの『TVグラフィックおしゃべりトマト』に出演。tvkが輩出したアナウンサー第1号であると同時に、唯一tvkにアナウンサーとして復帰した人物でもある。
IBC岩手放送時代は主に競馬中継を担当しており、1995年の第8回マイルチャンピオンシップ南部杯のテレビ中継でライブリマウントに騎乗して優勝した石橋守へインタビューを行ったり、二代目盛岡競馬場が閉鎖される最終日に行われた第18回北上川大賞典のラジオ中継で実況を務めるなど節目に立ち会うことが多かった。
tvk移籍後は報道制作局アナウンス部次長、編成局編成制作室アナウンス担当副部長、同担当部長、制作推進室長代理を経て、現職。
2020年10月30日、横浜スタジアムで開催されたプロ野球JERAセ・リーグ公式戦「横浜DeNAベイスターズ対阪神タイガース」21回戦の試合開始前に始球式を行った（同試合は始球式部分も含めtvkで生中継された）。
2024年10月、tvkを定年退職。以後は引き続きtvkの番組出演を続けつつ、DAZNなど他媒体での仕事も行っている。

## 担当番組

### 現在
- tvkプロ野球中継 横浜DeNAベイスターズ熱烈LIVE   - 実況・リポーター
- 全国高等学校野球選手権神奈川大会 - 実況
- tvkラグビー中継  - 実況
- 全国高校ラグビー大会（第97回以降、毎日放送制作） - 実況（神奈川県代表が出場する試合のみ）
- tvkニュース・天気（不定期）（主にベイスターズ取材）
- tvkスポットニュース（不定期）
- 猫のひたいほどワイド - 県内の高校野球チームがゲスト出演した際の進行
- DAZNプロ野球中継 （ベイスターズ主催試合）   - 実況

### 過去

#### IBC

##### テレビ
- アッコにおまかせ! - 岩手からの中継リポーター
- ニュースエコー - スポーツキャスター

##### ラジオ
- 岩手日報IBCニュース（不定期）
- IBC TOP40
- IBCラジオ競馬実況中継 - 実況（1987年 - 1995年）
- 爆発ワイドラジオ新鮮組（金曜→1988年10月 - 1990年3月、月曜→1990年10月 - 1991年3月、金曜→1991年4月 - 1991年9月）

#### tvk
- TVグラフィックおしゃべりトマト（大学時代） - アシスタント
- HAMA大国 - 月曜アシスタント（2000年10月 - 2001年3月）
- ベイスターズくらぶ - 司会
- 深海魚（不定期）
- カルチャーSHOwQ〜21世紀テレビ検定〜 - 第55回「猫」にゲスト出演
- 日本ハンドボールリーグ中継 - 実況
- サッカー中継 - 実況
- ハマランチョ - 県内の高校野球チームがゲスト時の進行
- ありがとッ! - 同上
- 青春音楽バラエティ吉井さん 〜オヤジの音楽狩り〜→吉井さんGOLD（2019年4月2日 - 2021年3月31日）- MC
- これからどうするtvk（2022年4月1日） - 「50kmマラソン」ランナー
- ライブ帝国 ザ・ファイナル（2022年4月2日） - 進行

## その他の出演

### テレビCM
- アソビル横丁（2020年）[4]